# 뱅자맹 바로니안
뱅자맹 가브리엘 장 바로니안(프랑스어: Benjamin Gabriel Jean Varonian, 1980년 6월 15일~)은 프랑스의 전직 체조 선수로 2000년 하계 올림픽에서 남자 철봉 은메달을 획득했다.